# Сардоба Кайнар
Сардо́ба Кайна́р (узб. Sardoba — Qaynar/Сардоба — Қайнар), Кайнаргумбази́, Кайнаргумбазы́ или Кайнаргумба́з — памятник архитектуры Кокандского ханства (предположительно XIX века), руины купольного водного резервуара (сардобы), возведённого над родником.
Расположена в кишлаке Кайнар Ахангаранского района Ташкентской области. Единственная сардоба, сохранившаяся на территории области.

## Расположение

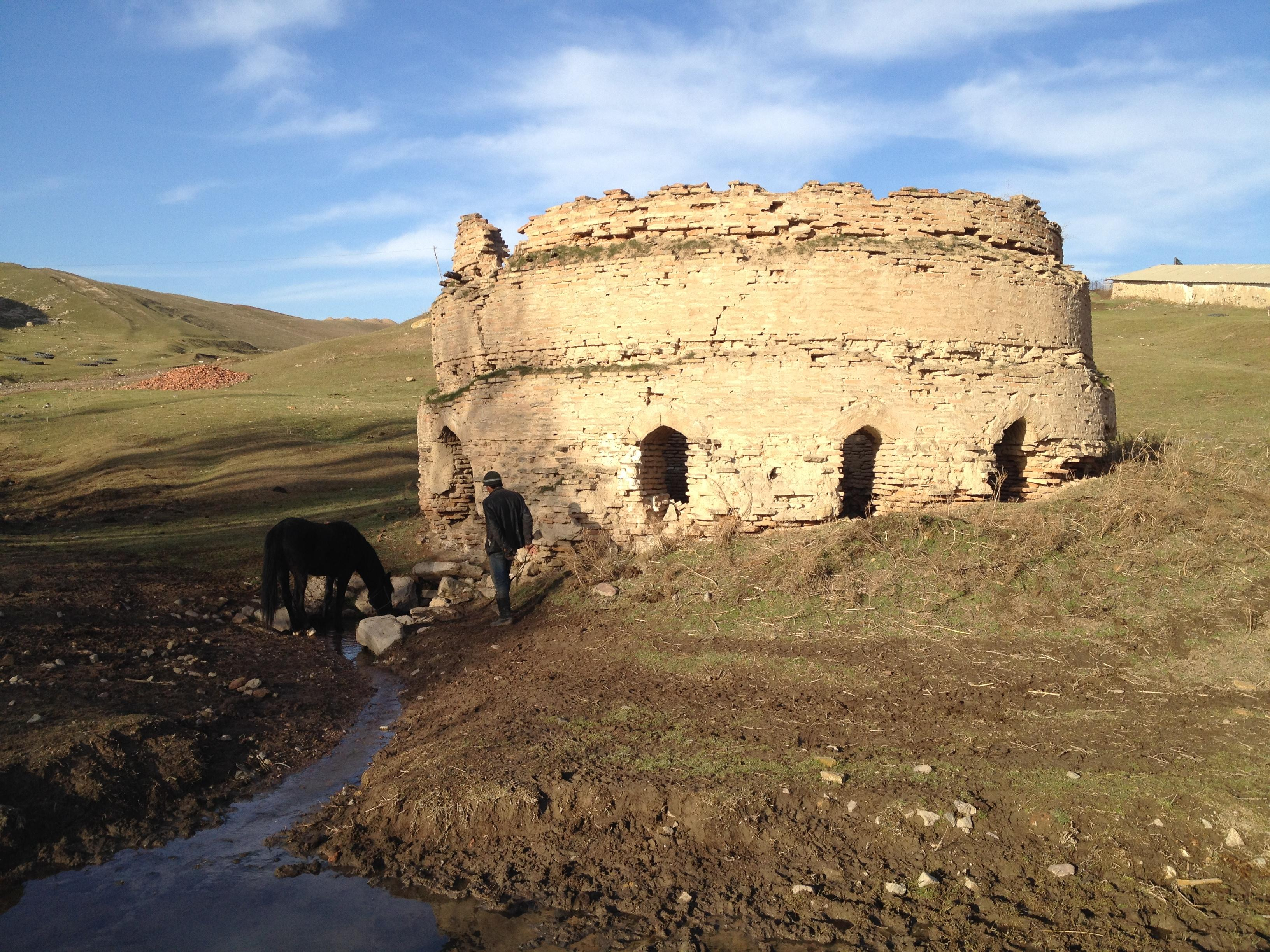
Гумбаз с вытекающим из него ручьём

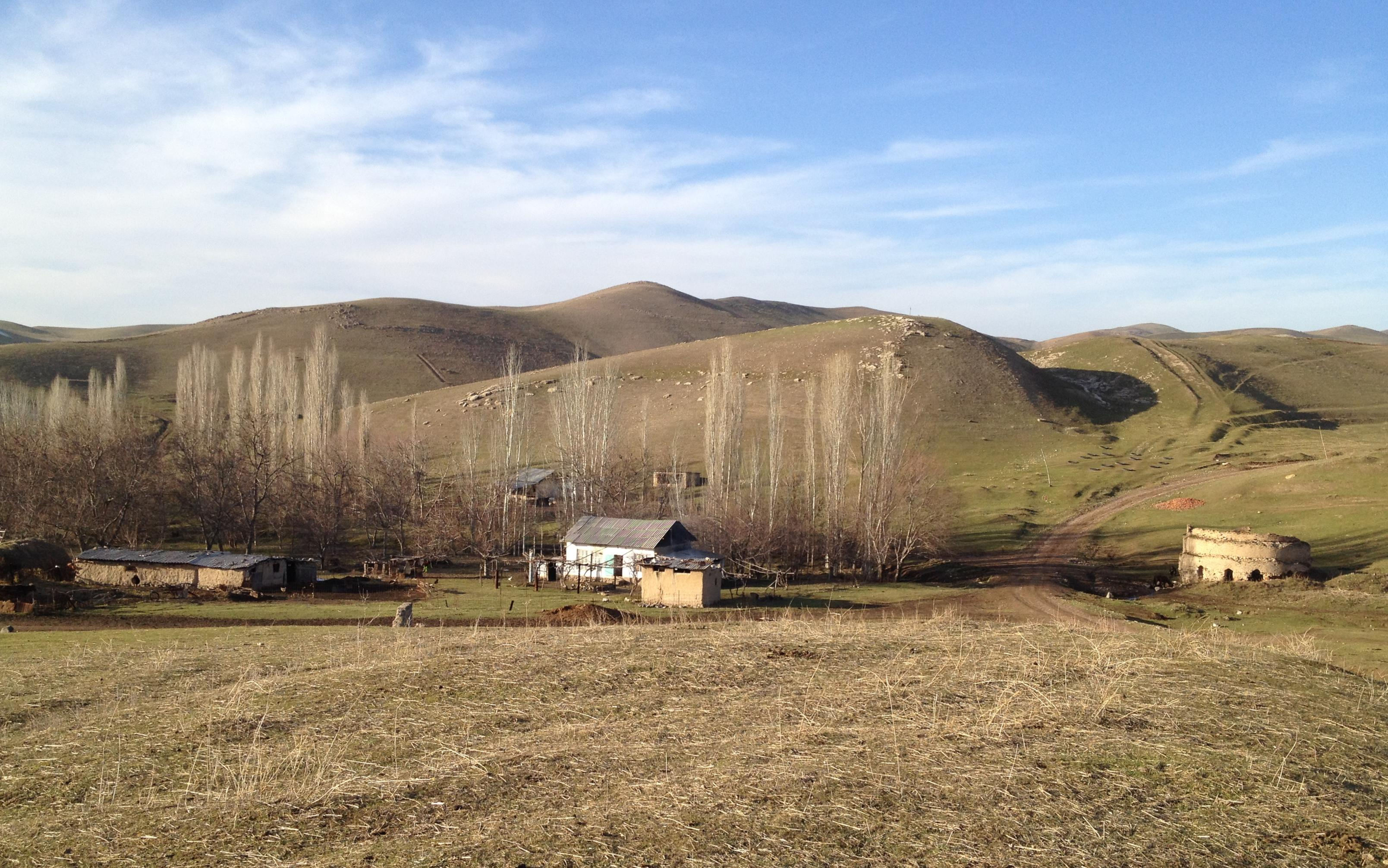
Кишлак Кайнар и Кайнаргумбази (справа)

Сардоба Кайнар вместе с караван-сараем (рабатом) входила в состав архитектурного комплекса в кишлаке (выселке) Кайнар в 10 км севернее города Ахангарана.
Купольное сооружение (гумбаз) возведено над одноимённым ключом, на правобережной террасе реки Ахангаран. Родник Гумбаз питает небольшой водоток Аманкулсай.
Кайнаргумбази является единственной сохранившейся сардобой на территории Ташкентской области.

## История
В старину через Кайнар пролегал караванный маршрут. Известно, что в XVIII—XIX веках он представлял собой капитальную дорогу со значительным движением, соединяющую Ташкент с Ферганой. Эта линия связи играла ведущую роль, будучи удобнее альтернативного пути через Тойтепу, поскольку тот пересекал болотистые местности и регулярно становился непроходимым. У родника караваны совершали остановку.
В то же время археологически прослежено наличие древнего торгового маршрута ещё в домонгольский период, соединявшего Чач через города Джеттыкента со столицей Илака Тункетом и проходившего мимо современной сардобы Кайнар.
Предания относят возведение гумбаза к XIX веку. По расспросным сведениям, Кайнаргумбази и караван-сарай были возведены по приказу одного из кокандских ханов. Однако различные местные жители приписывали инициативу разным государям: Мадалихану, стоявшему во главе страны в 1822—1842 годах, и Малляхану, в 1858—1862 годах соответственно. С правлением Малляхана связывалось улучшение караванной дороги.

Кайнаргумбази в 1929 году

Исследовавший постройки в 1929 и 1934 годах М. Е. Массон поддержал датировку рабата позднекокандской эпохой, однако предположил, что ротонда по возрасту старше. Он констатировал, что в состав её кладки, по крайней мере, входят более древние кирпичи, потенциально оставшиеся от руин каких-то предшествующих зданий. В перечне объектов исторической, художественной или иной культурной ценности в Постановлении Кабинета министров Узбекистана, сардоба отнесена к XVIII веку.
Впоследствии архитектурный памятник претерпел разрушение. В настоящее время (на 2014 год) от гумбаза сохранилась только нижняя часть. Остатки караван-сарая, входившего в состав комплекса, близки к полному исчезновению.
М. Е. Массоном были также выявлены свидетельства нескольких ремонтов, совершённых в различные эпохи.

### История описания и изучения
Первое упоминание об архитектурном комплексе в Кайнаре было сделано Е. Т. Смирновым в 1896 году в редакторском примечании к публикации М. С. Андреева «Местности Туркестана, интересные в археологическом отношении» (протоколы Туркестанского кружка любителей археологии). Вероятно, Е. Т. Смирнов только слышал об архитектурных памятниках с чужих слов, дав им искажённое описание и ошибочно локализовав в районе реки Беляутсай. По его словам, местные жители не располагают никакой информацией о строительстве зданий. Сардоба была охарактеризована здесь как башня над источником, имеющая внутренний ход.
Ботаник П. А. Гомолицкий обнаружил фотоснимок Кайнаргумбази 1906 года, создатель которого неизвестен. В 1928 году архитектурный памятник был включён в путеводитель М. Е. Машковцева по Карамазарскому хребту, выпущенному III Всесоюзным геологическим съездом в Ленинграде, где именуется «купол гумбез над родником правого берега реки Ахангаран».
В 1929 и 1934 годах Кайнар посетил историк и востоковед М. Е. Массон (во второй раз — во главе 29-го отряда Таджикско-Памирской экспедиции, проводившего археологические изыскания). Учёный опросил население об истории сардобы (версия о связи Кайнаргумбази с Малляханом была зафиксирована им в первый приезд), а также обнаружил следы древнего караванного пути. В 1935 году была опубликована монография М. Е. Массона Проблема изучения цистерн-сардоба, в которой даётся описание архитектурного памятника. Кроме того, результаты работ научного отряда (в том числе, в Кайнаре) были обобщены в его монографии Ахангеран. Археолого-топографический очерк (1953).
В 2015 году Кайнаргумбаз был осмотрен научно-этнографической экспедицией «Шаш-Илак» совместно со специалистами Главного научно-производственного управления по охране и использованию объектов культурного наследия Министерства по делам культуры и спорта Узбекистана.

## Архитектура

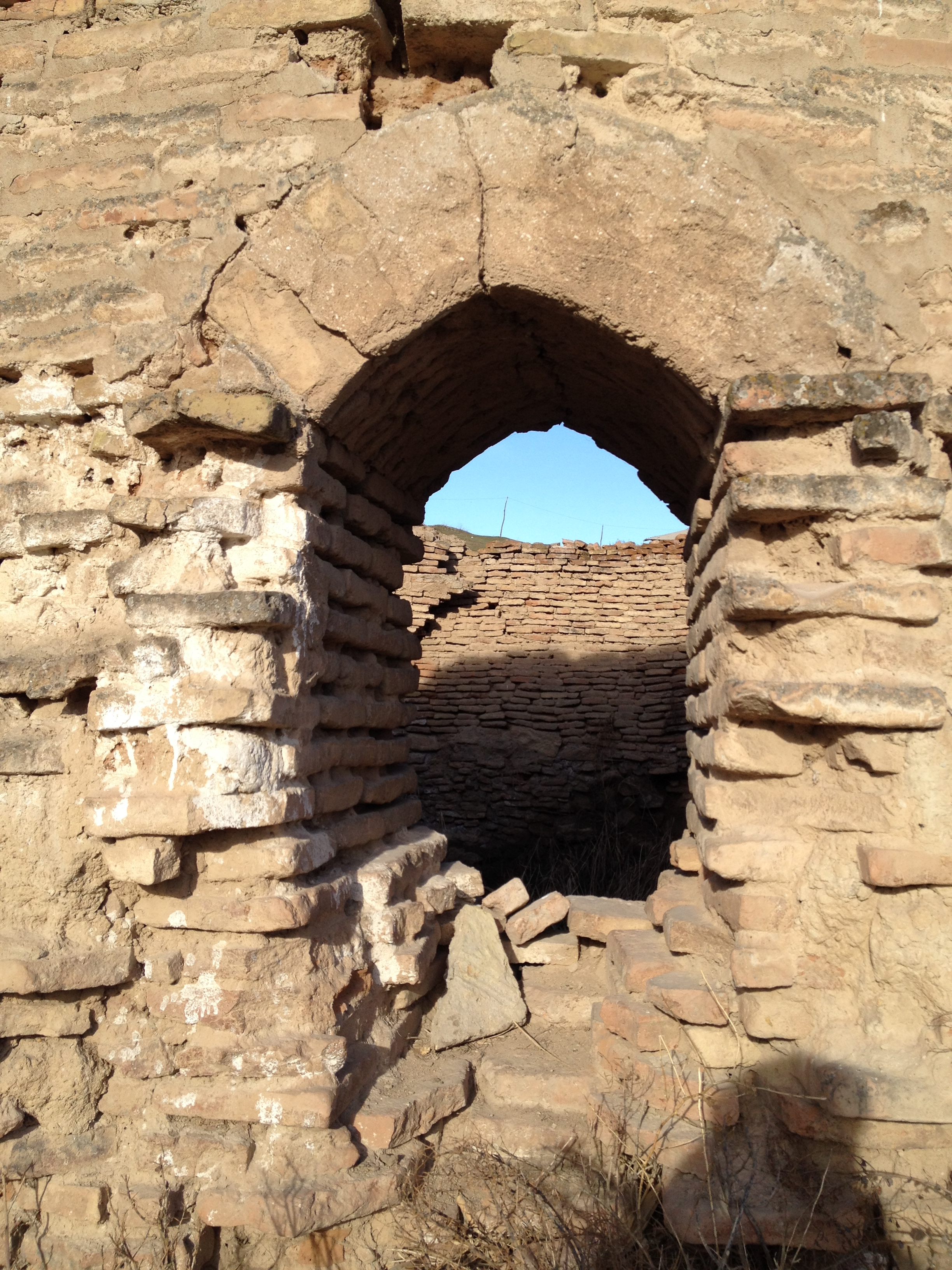
Окно нижнего яруса сардобы Кайнар

Кайнаргумбази представлял собой купольную ротонду, построенную над родником. Его высота была равна 10 м, примерно соответствуя диаметру в плане. Основание сардобы составлено крупными камнями, которые формируют небольшое хранилище воды. Собственно купольное строение (гумбаз) имело три яруса и сводчатое перекрытие. Общая высота трёх ярусов составляла около 6 м.

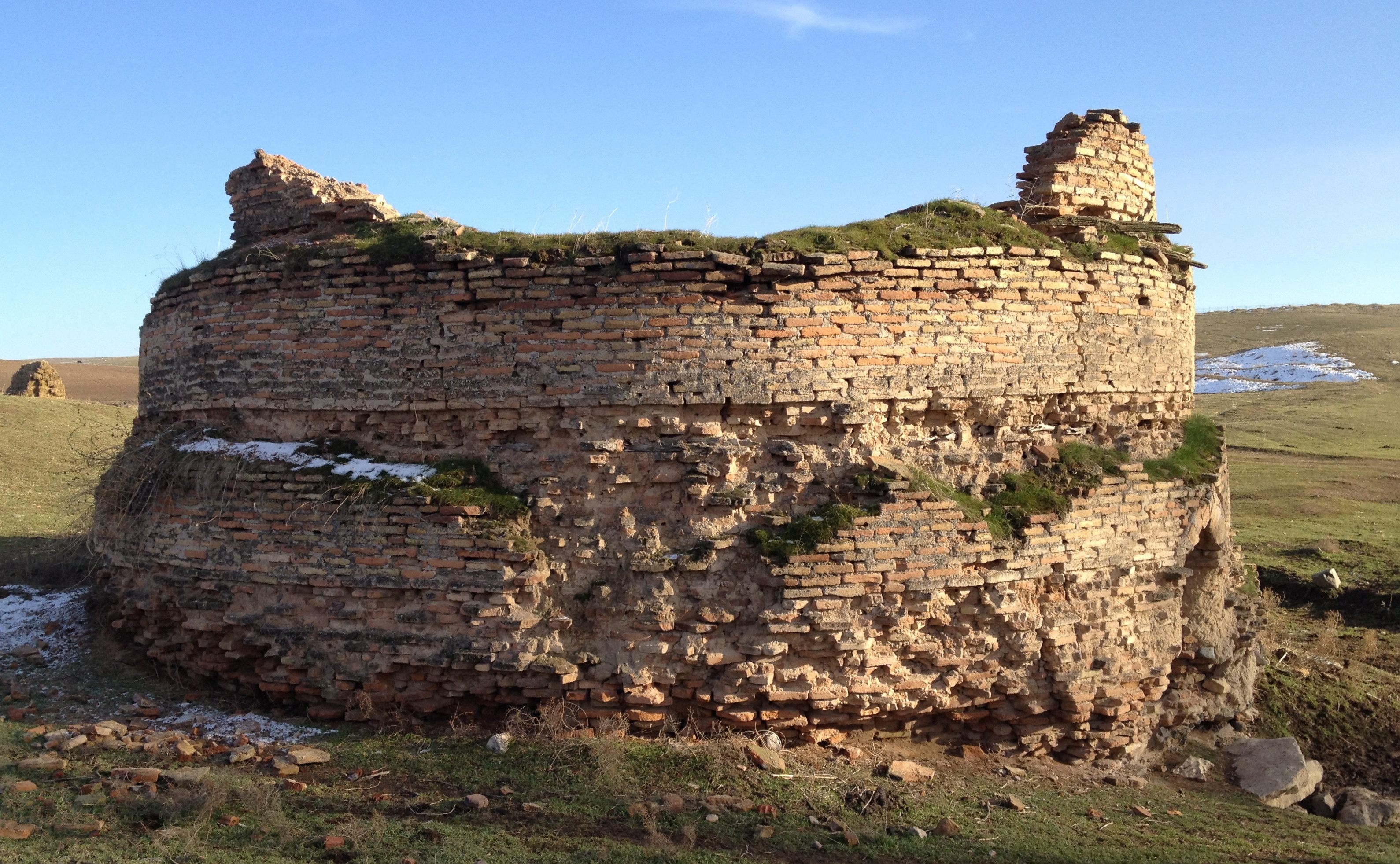
Северная (безоконная) сторона гумбаза

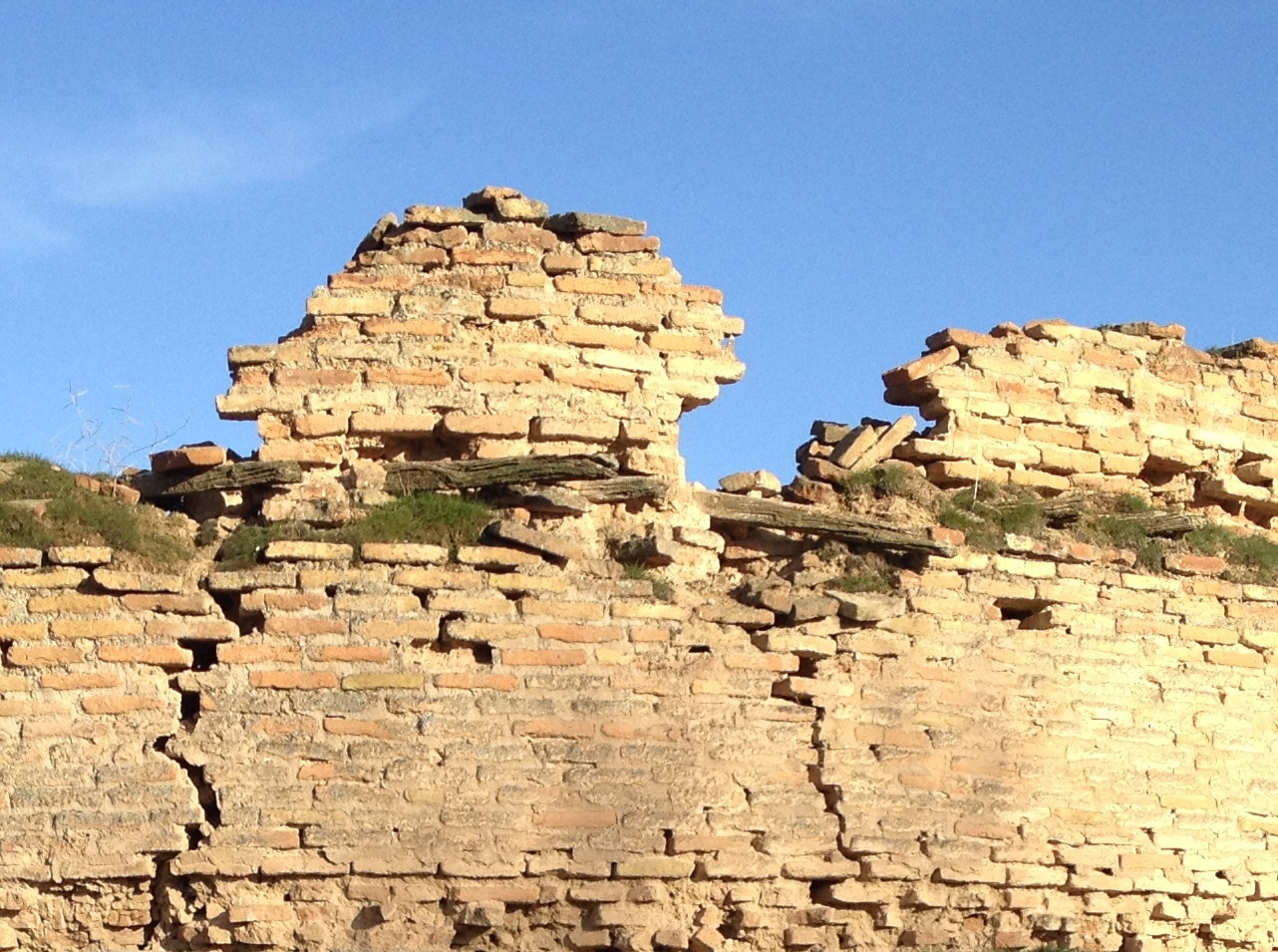
Кирпичная кладка гумбаза и ряд проложенных для связи досок

Арочный вход в сардобу располагался с северо-восточной стороны, вглубь от него имелась маленькая площадка. В направлениях на юг и юго-восток в здании проделано пять световых окон. Выше имелись квадратные отверстия и два вентиляционных окна к югу и северу, образующих арочные промежутки. Северное вентиляционное окно было заделано ещё к моменту обследования М. Е. Массоном. Из-под самого западного в ряду светового окна выходит наружу небольшой водоток.
Гумбаз возведён из жжёного квадратного кирпича со стороной 24, 26 или 27 см и толщиной 5 см. Обжиг производился непосредственно при стройке, поскольку в основании купола М. Е. Массоном были обнаружены печные шлаки и ошлакованные кирпичи. Часть стройматериала является более древней и, вероятно, была извлечена из развалин неких предшествующих строений. Кладка велась круговыми рядами, при этом ярусы сформированы отступами к центру. Она выполнена с явной неаккуратностью. На высоте около 4,5 м в кладке с внутренней стороны содержится ряд дощечек и палок, уложенных наискось. Кроме того, имеются нарушения кольцевых рядов, вызванные вставкой новых кирпичей, которые свидетельствуют о ремонтных работах в прошлом. Швы между кирпичами составляют от 1,5 до 2,5 см. Для кладки использовалась, главным образом, смесь ганча и глины (ганчхак), однако с внешней стороны швы местами затёрты алебастром, что также говорит о ремонте, видимо, синхронном с постройкой караван-сарая.

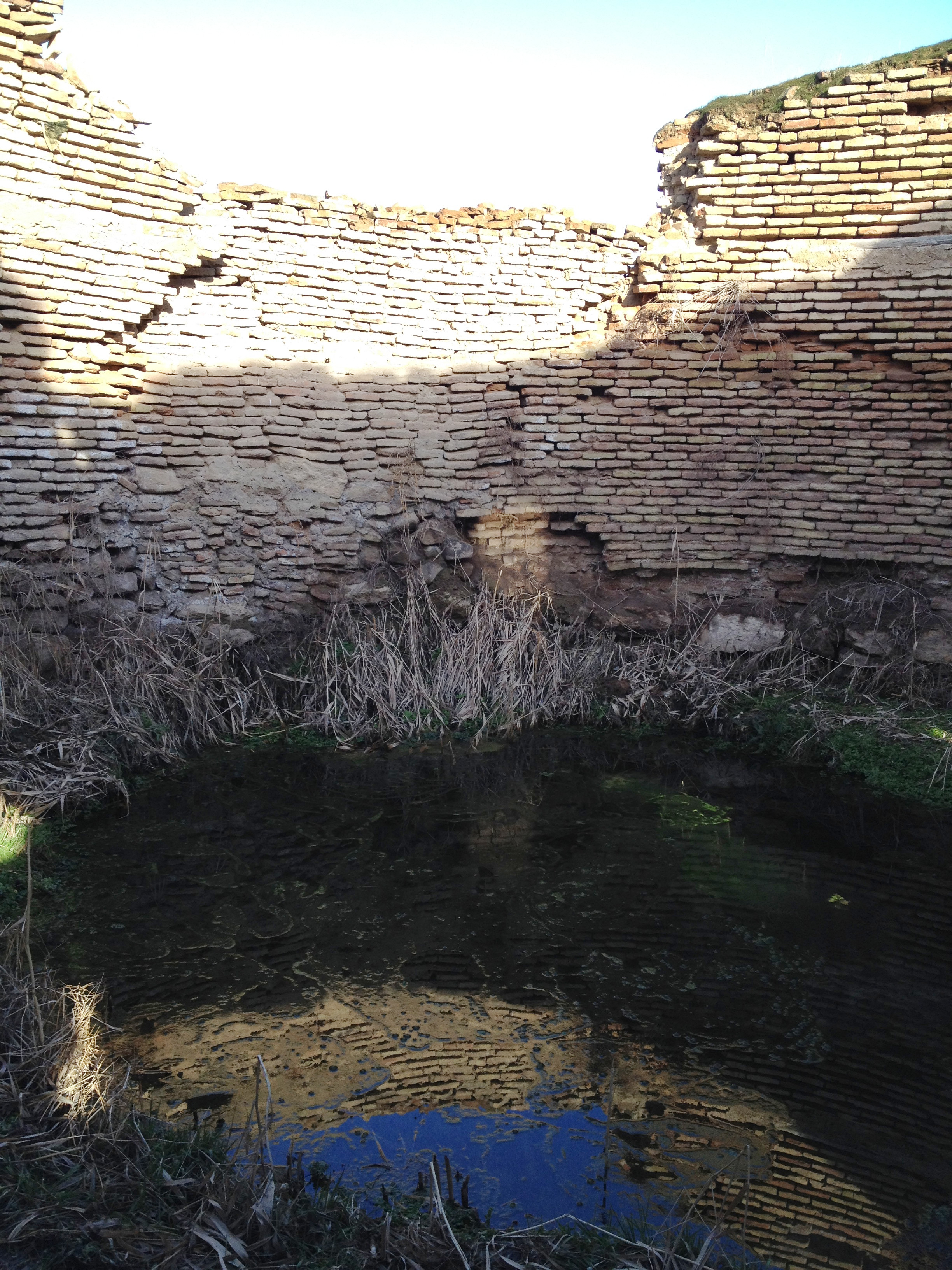
Родник Кайнар (Гумбаз) внутри сардобы

## Родник Кайнар
Сооружение выступает водохранилищем, созданным на роднике Кайнар (на топографической карте Генерального штаба родник подписан Гумбаз). Вода заполняет практически всё пространство резервуара в основании сардобы, непосредственно подходя к стенам.

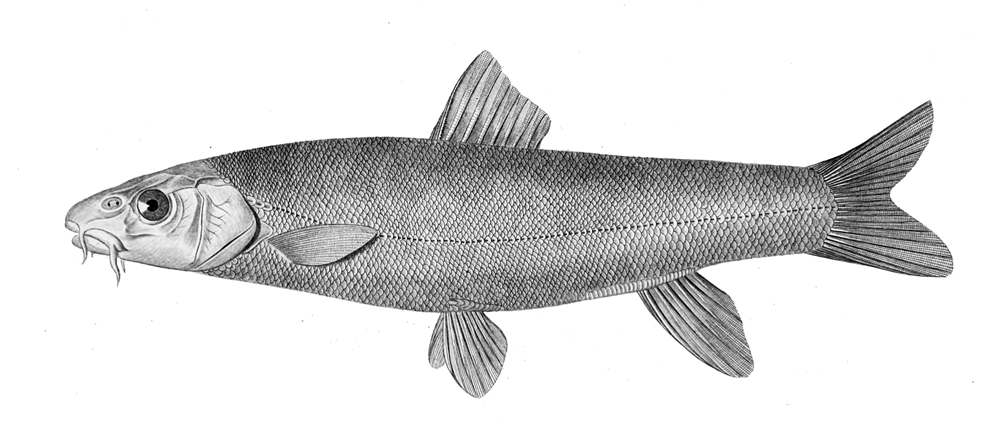
Маринка обыкновенная

Источник под куполом являлся очень чистым. В 1929 году М. Е. Массон обнаружил в нём значительное количество рыб-маринок, в том числе, сравнительно крупных особей. Однако к 1934 году все они были выловлены.

## Перспективы
Сардоба Кайнар (под номером 2049) входит в перечень объектов исторической, художественной или иной культурной ценности согласно приложению к Постановлению № 335 Кабинета министров Республики Узбекистан от 5 декабря 2014 года («Об утверждении Перечня объектов, в отношении которых вследствие их исторической, художественной или иной культурной ценности применение залога и ипотеки не допускается»).
В 2013 году Кайнаргумбази был включён в программу благоустройства культурного наследия Ташкентской области.